# Anne McClain
Anne Charlotte McClain (ur. 7 czerwca 1979 w Spokane) – podpułkownik w armii USA, inżynier, astronautka NASA (członkini 21. Grupy Astronautów NASA).

## Edukacja
Anne McClain urodziła się i dorastała w Spokane, w stanie Waszyngton. Jej matka Charlotte Lamp była nauczycielką matematyki. Już w dzieciństwie Anne pragnęła zostać astronautką. W 1997 roku ukończyła prywatną katolicką Szkołę Przygotowawczą Gonzaga. Następnie dostała się na Akademię Wojskową West Point, gdzie uzyskała dyplom licencjata z inżynierii mechanicznej i w 2002 roku została mianowana oficerem armii USA. Następnie studiowała na Uniwersytecie w Bath, gdzie w 2004 roku zdobyła dyplom magistra z inżynierii lotniczej. Studiowała także na Uniwersytecie w Bristolu w Wielkiej Brytanii, gdzie w 2005 roku uzyskała dyplom magistra na kierunku stosunków międzynarodowych. Oba stopnie magistra uzyskała w ramach stypendium Marshalla. Jej praca na temat niestabilnej aerodynamiki i wizualizacji przepływu swobodnych skrzydeł typu delta i jej badania na ten temat zostały później opublikowane przez Amerykański Instytut Aeronautyki i Astronautyki (AIAA).
W ramach programu organizacji Operation Crossroads Africa (OCA) – amerykańskiej organizacji pozarządowej budującej pozytywne relacje między Afryką i Ameryką Północną – McClain przebywała przez osiem tygodni w Ugandzie pracując na budowie.

## Aktywność sportowa
Anne McClain jest zapalona rugbistką. Od 2002 roku grała na poziomie zawodów w najlepszych drużynach Anglii (Kobiecej Lidze Premiership) i USA (Women's Eagles). Zobowiązania wobec armii USA i służba wojskowa udaremniły jej udział w Światowych Mistrzostwach Rugby w 2006 roku. Przez dekadę brała udział w tych zawodach, z przerwą na służbę w Iraku.
McClain twierdzi, że zawdzięcza sportowi swoje sukcesy zawodowe. W wywiadzie opublikowanym na YouTube’owym kanale NASA Johnson, McClain opowiedziała o tym jak trening rugby okazał się dla niej przydatny podczas treningu w skafandrze kosmicznym w basenie neutralnej pływalności.
Anne McClaine uprawia również: podnoszenie ciężarów, golf, kolarstwo, CrossFit i bieganie.

## Kariera wojskowa
Po ukończeniu studiów McClain została zakwalifikowana jako pilotka helikoptera Bell OH-58D Kiowa Warrior. Została wcielona do 2. Batalionu, 6. Regimentu Kawalerii lotniska Wheeler Army Airfield na Hawajach. McClain zdobywała kolejne stopnie wojskowe, zaczynając od Dowódcy Plutonu Kontroli Lotów, Dowódcy Plutonu Lotniczej Obsługi Pośredniej, aż po stopień Dowódcy Oddziału.
Następnie McClain została wysłana na misję do regionu Zatoki Perskiej, gdzie podczas 15-miesięcznego pobytu odbyła 800 godzin służby i wzięła udział w 216 misjach bojowych w ramach operacji „Iracka Wolność” (ang. Iraqi Freedom).
W 2009 roku McClain wzięła udział w kursie szkoleniowym na kapitana lotnictwa, a następnie w roli oficera operacyjnego batalionu oraz instruktora OH-58D została przydzielona do 1. Batalionu w ramach 14. Regimentu Lotnictwa w Fort Rucker. W maju 2010 roku została mianowana dowódcą Oddziału C 1. Batalionu 14. Regimentu Lotnictwa. Wraz z nominacją stała się odpowiedzialna za trening wprowadzający, szkolenie pilotów-instruktorów oraz utrzymanie szkolenia pilotów doświadczalnych na helikopterach OH-58D Kiowa Warrior. W 2011 McClain ukończyła Kolegium Dowodzenia i Sztabu Generalnego, a rok później (2012) kursy kwalifikacyjne C-12 na maszyny wielosilnikowe o skrzydłach stałych.
Służyła także jako oficer wywiadu w eskadrze dowodzenia. W sumie Anne McClain zarejestrowała ponad 2 tysiące godzin lotów na różnych maszynach latających, m.in. na Kiowa Warrior, Beechcraft C-12 Huron, Sikorsky UH-60 Black Hawk oraz na Eurocopterze UH-72 Lakota.

## Astronautka NASA

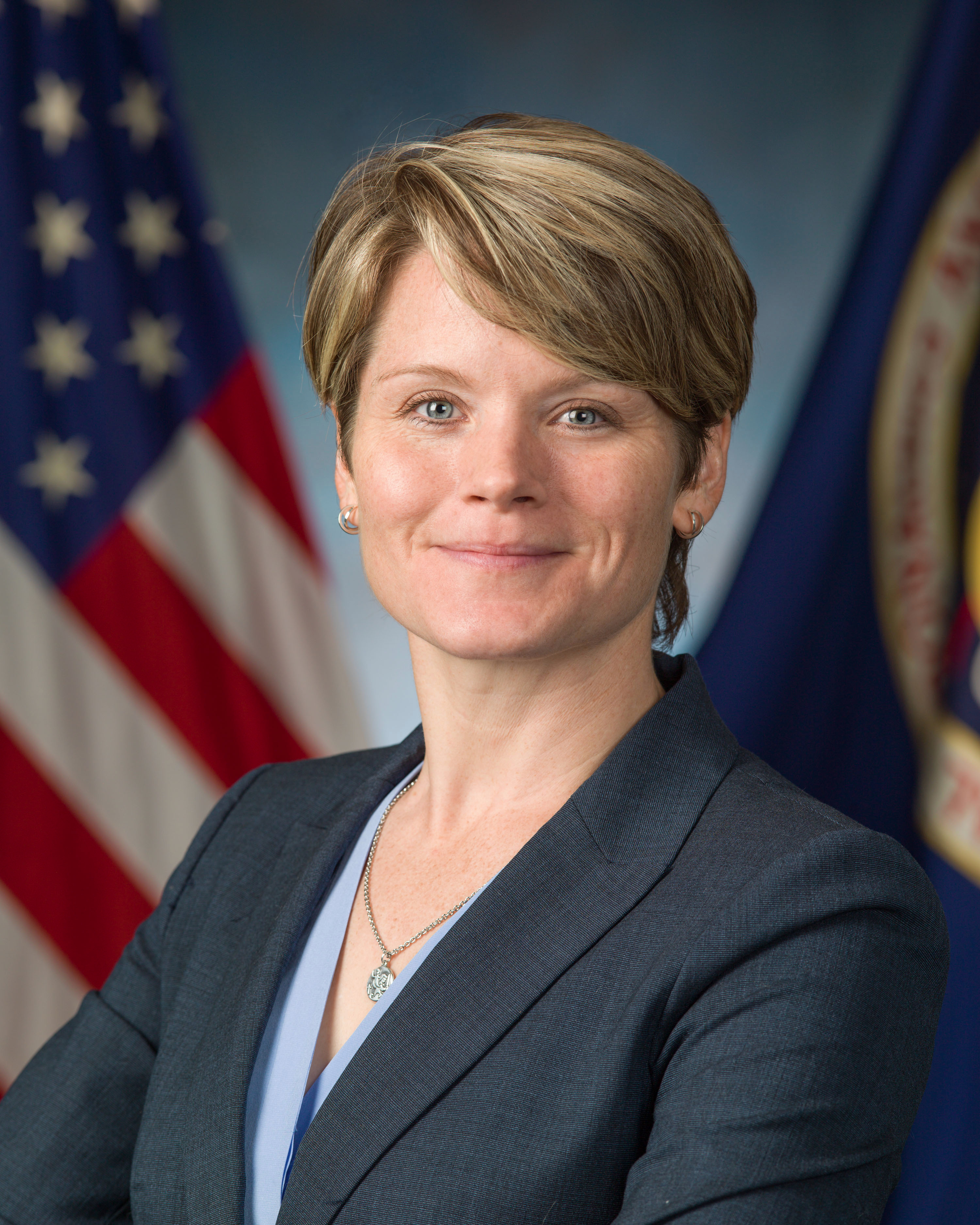
McClain w trakcie rekrutacji na astronautkę

W czerwcu 2013 roku ukończyła Szkołę Pilotów Doświadczalnych Marynarki Wojennej USA. W tym samym miesiącu została zakwalifikowana przez NASA do 21. Grupy Astronautów. Stała się przy tym najmłodszą (34 lata) w bieżącej puli astronautek NASA. W lipcu 2015 roku ukończyła szkolenie, co czyniło ją gotową do przyszłych misji i dawało tytuł kandydatki na astronautkę.

### Ekspedycja 58 / 59

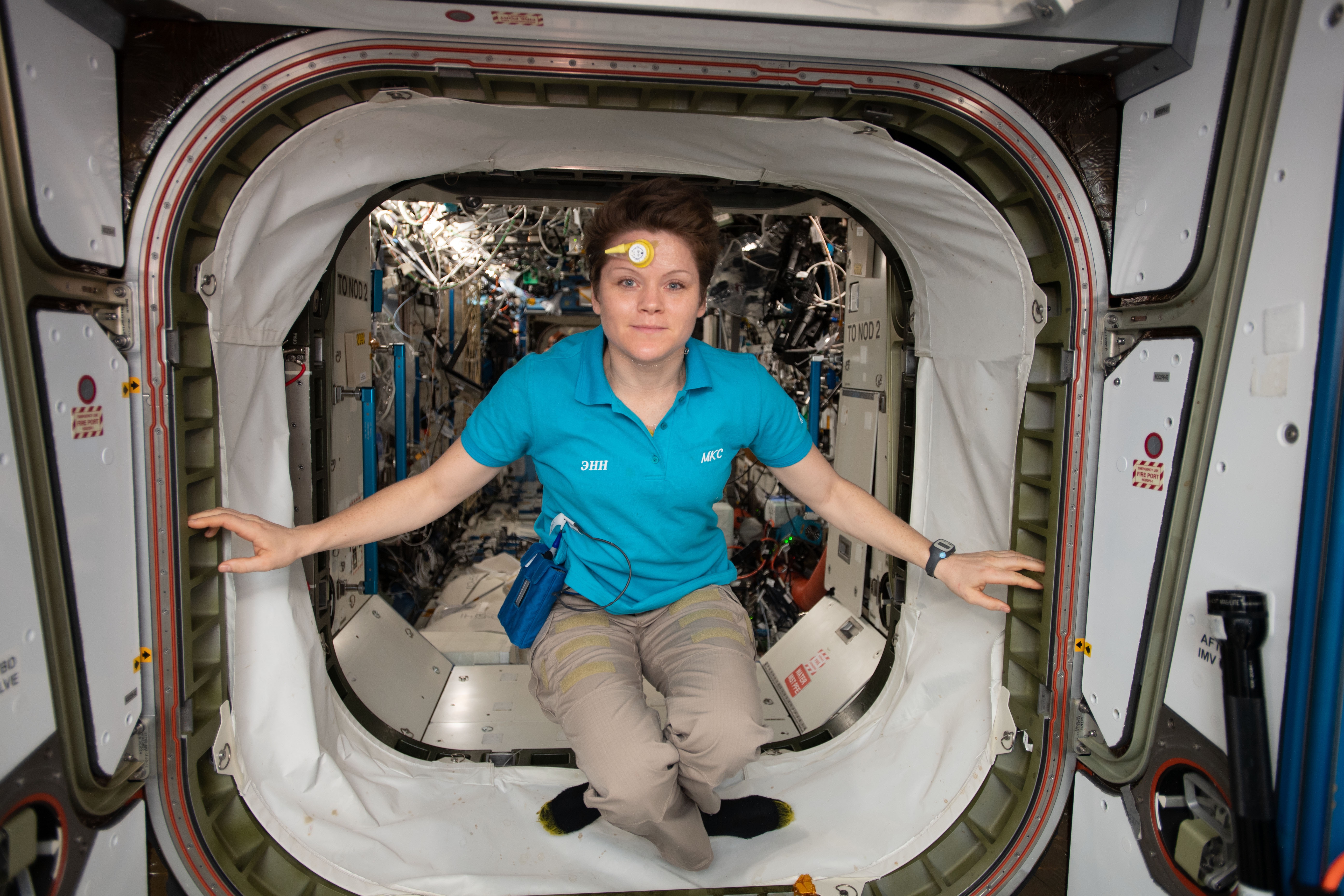
Anne McClain w Międzynarodowej Stacji Kosmicznej w przestrzeni między modułami Harmony i Destiny

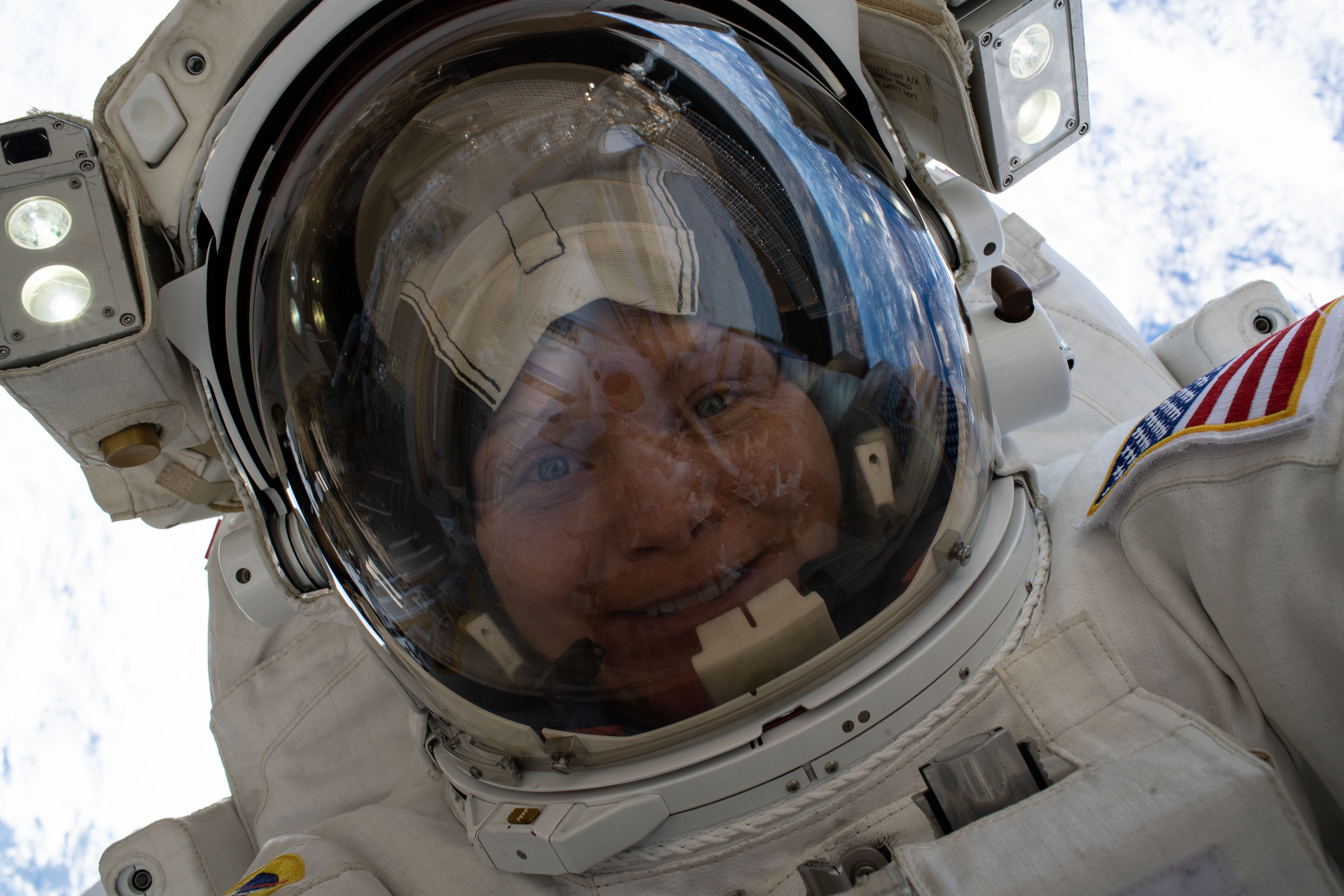
Selfie Anne McClain podczas pierwszego spaceru kosmicznego w ramach pobytu w Międzynarodowej Stacji Kosmicznej (ISS-59), 22 marca 2019

3 grudnia 2018 roku o godzinie 6:32 ET (11:32 GMT) na pokładzie Sojuzu MS-11 Anne McClain wystartowała z kosmodromu Bajkonur w Kazachstanie do Międzynarodowej Stacji Kosmicznej. W ramach misji Ekspedycja 58/59 McClain była inżynierem pokładowym, gdzie zastąpiła astronautkę NASA Serenę Auñón-Chancellor, która w ramach zmian personelu wystartowała wcześniej w ramach Ekspedycji 56/57. McClain wystartowała wraz z kanadyjskim astronautą Davidem Saint-Jacques’em i rosyjskim kosmonautą Olegiem Kononienką. Start był początkowo planowany na 20 grudnia 2018 roku jednak – ze względu na niepowodzenie Sojuza MS-10 z Ekspedycją 57/58 w dniu 11 października 2018 – został przełożony na termin wcześniejszy.
W dniu 22 marca 2019 McClain i Nick Hague odbyli swój pierwszy spacer kosmiczny. Celem spaceru było zainstalowanie płyt adaptera podczas zamiany baterii robota Dextre między spacerami. Ta poza-pojazdowa czynność (EVA – spacer kosmiczny) trwała 6 godzin i 39 minut. McClain i Hague usunęli wówczas także resztki z modułu Unity (w ramach przygotowań do przybycia w kwietniu 2019 Cygnus NG-11), przechowując narzędzia do naprawy łącznika obrotowego węża elastycznego i zabezpieczając wiązania na skrzynkach zbiorczych panelu słonecznego.
29 marca 2019 roku wraz z Christiną Koch miała odbyć swój drugi spacer kosmiczny. Miał to być zarazem pierwszy kosmiczny spacer kobiet (tylko kobiet). Jednak problemy z rozmiarem skafandra spowodowały, że zadanie to zostało przekierowane na Hague’a i Koch. McClain odbyła swój drugi spacer kosmiczny wraz z Saint-Jacques’em w dniu 8 kwietnia 2019.
24 czerwca 2019, na pokładzie Sojuzu MS-11 McClain – wraz z Davidem Saint-Jacques’em i Olegiem Kononienką – wróciła na Ziemię. Na pokładzie Międzynarodowej Stacji Kosmicznej spędziła 6 miesięcy.

## Odznaczenia
- Defense Superior Service Medal
- Legia Zasługi
- Brązowa Gwiazda

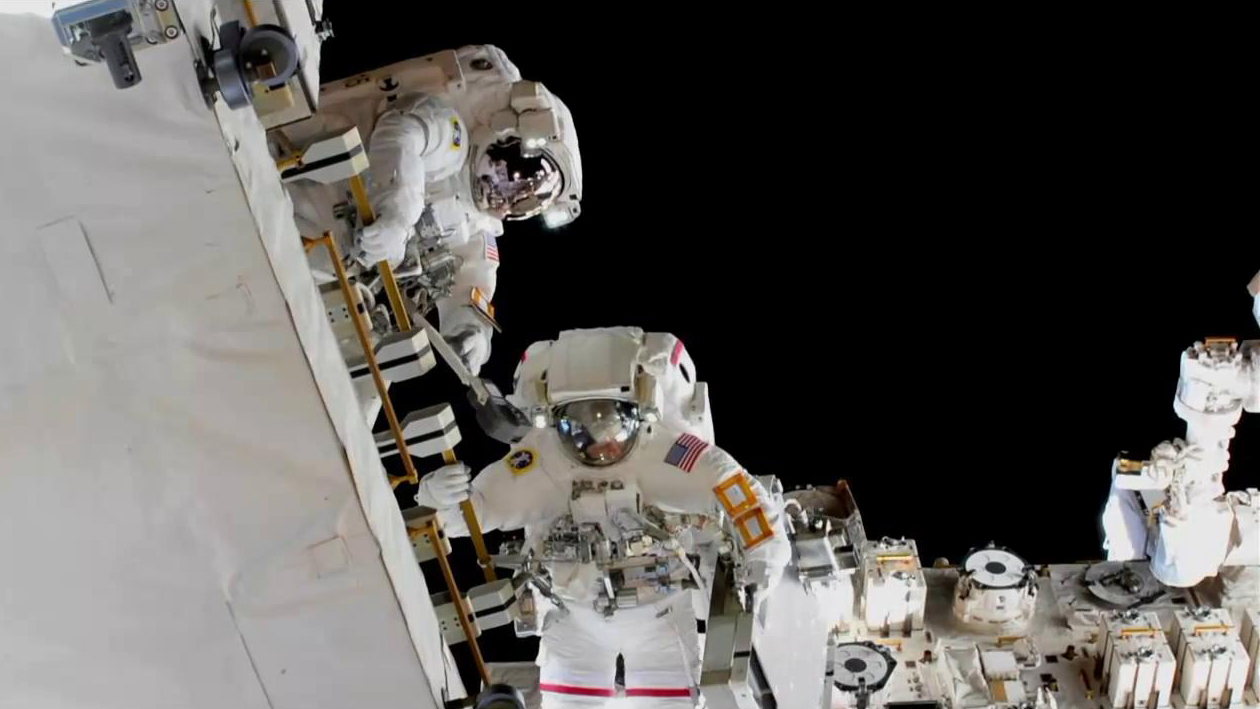
Nick Hague i Anne McClain podczas spaceru kosmicznego dokonują wymiany baterii na ISS (Ekspedycja 59)

- Air Medal – trzykrotnie plus okucie "V"
- Army Commendation Medal – dwukrotnie
- Army Achievement Medal – dwukrotnie
- Iraq Campaign Medal z dwiema service stars
- Global War on Terrorism Service Medal
- Army Overseas Service Ribbon – trzykrotnie
- Universal Astronaut Insignia za lot orbitalny (nr 557) – Stowarzyszenie Uczestników Lotów Kosmicznych (Association of Space Explorers(inne języki))[20]

## Życie osobiste
Anne McClain jest lesbijką. W 2014 roku wzięła ślub z oficer wywiadu sił powietrznych USA Summer Worden i adoptowała jej syna. W sierpniu 2017 roku McClain przywiozła – wówczas czteroletniego – chłopca na oficjalną sesję portretową NASA. W 2018 roku Summer Worden złożyła pozew o rozwód z astronautką. 24 sierpnia 2019 roku Summer Worden złożyła skargę w Federalnej Komisji Handlu (FTC) oraz w Biurze Inspektora Generalnego NASA, oskarżając Anne McClain o kradzież tożsamości i nieuprawniony dostęp do swoich prywatnych danych finansowych. McClain miała logować się na konto bankowe małżonki, podczas pobytu na Międzynarodowej Stacji Kosmicznej. Upubliczniono tym samym orientację McClain, przez co powszechnie uznano ją za pierwszą homoseksualną astronautkę, której orientacje seksualną poznaliśmy podczas pełnienia misji. Pierwszą lesbijką w kosmosie była wprawdzie Sally Ride, jednak jej orientacje ujawniono dopiero po jej śmierci.

### Precedensowy charakter sprawy
Wiele mediów wskazuje również na precedensowy charakter sprawy ewentualnego nielegalnego dostępu do informacji finansowych. Jeśli zarzuty byłej żony Anne McClain zostaną zakwalifikowane przez sąd jako przestępstwo (a przez kilka wcześniejszych lat za zgodą obu wspólnie korzystały z konta, astronautka miała również łożyć na utrzymanie przybranego syna), to prywatne perypetie nabiorą szerszego kontekstu prawnego, gdyż byłoby to pierwsze przestępstwo popełnione w przestrzeni kosmicznej i to na stacji podlegającej jurysdykcji kilku państw.